# 접합조강
접합조강(Conjugatophyceae 또는 Zygnematophyceae)은 윤조식물 강의 하나이다. 2개의 목, 별해캄목과 데스미디움목을 포함하고 있다.

## 하위 분류
- 별해캄목 (Zygnematales)
  - 중간띠먼지말과 (Mesotaeniaceae)
  - 별해캄과 (Zygnemataceae)
- 먼지말목 (Desmidiales)
  - 반달말과 (Closteriaceae)
  - 먼지말과 (Desmidiaceae)
  - 막대먼지말과 (Gonatozygaceae)
  - 기둥먼지말과 (Peniaceae)